# Joan Carreras i Desclau
Joan Carreras i Desclau (Olvan, 30 d'octubre 1889 - Terrassa, 1976) fou un dels principals fundadors de la cobla La Principal de Terrassa. Hi va actuar durant molts anys com a compositor i com a intèrpret de fiscorn.
Com a compositor hi consten 35 sardanes, entre les quals les més importants són les següents:
- La bella enamorada (1950)
- Cisqueta (1946)
- Maria Àngels (1949)
- Maria Dolors (1947)
- Montserrat Imbers (1965)
- Les noies del Carrer de Vallespir (1948)
- Roser Mas (1965)